# Око (журнал, Велика Британія)
Журнал Eye — щоквартальний друкований журнал про графічний дизайн та візуальну культуру .

## Історія
Журнал "Eye", вперше випущений у Лондоні у 1990 році, був заснований Ріком Пойнором, відомим автором у сфері графічного дизайну та візуальної комунікації. Пойнор редагував перші двадцять чотири випуски (1990-1997). З 1997 по 1999 рік посаду редактора обіймав Макс Бруінсма, після чого в 1999 році редактором став Джон Л. Волтерс, який займає цю посаду й нині. Стівен Коутс був художнім директором у випусках 1-26, Нік Белл – у випусках 27-57, а з випуску 58 художнім директором є Саймон Естерсон..
Часті учасники: Філ Бейнс, Стівен Геллер, Джон-Патрік Хартнетт, Річард Холліс, Пол Кан, Робін Кінрос, Ян Міддендорп, Дж. Еббот Міллер, Джон О'Райлі, Рік Пойнор, Елізабет Резнік, Еліс Твемлоу, Керрі Вільям Перселл, Стів Ріглі, Адріан Шонессі, Девід Томпсон, Крістофер Вілсон, Стів Харе та багато інших. Останні випуски включали фотографії Філіпа Сейєра, Марії Спанн і Франческо Брембаті.
Інші учасники включали Ніка Белла (креативний директор з номерів 27-57), чия стаття «Паровий каток брендингу» (опублікована в Eye 53, спеціальний випуск «Божевілля бренду») часто цитується в дискусіях про брендинг.  Серед інших співавторів Луїза Сандхаус, Гевін Брайарс, Енн Бердік, Брендан Доус, Саймон Естерсон (арт-директор з випуску 58), Малкольм Гарретт, Анна Гербер, Джонатан Джонс, Емілі Кінг, Еллен Лаптон, Рассел Міллс, Квентін Ньюарк, Том Філіпс, Робін Рембо, Стефан Сагмайстер, Сью Стюард, Ерік Спайкерманн, Тіл Тріггс, Вел Вільямс і Джудіт Вільямсон.
Журнал мав п’ять видавців: Wordsearch, Emap, Quantum Publishing, Haymarket Brand Media та Eye Magazine Ltd, засновану Джоном Л. Волтерсом, Саймоном Естерсоном і Ханною Тайсон у квітні 2008 року після викупу менеджментом . 

## Дивіться також
- <i id="mwNQ">Communication Arts</i> (журнал)
- Журнал <i id="mwOA">«Емігрант».</i>
- Graphis Inc.
- <i id="mwPg">Друк</i> (журнал)
- Видима мова
- Джон Л. Волтерс
- European Design Awards

## Зовнішні посилання
- Веб-сайт Eye
- Блог Eye
- EyeMagazine.com (машина Wayback)
- Блог журналу Eye (машина Wayback)
- Eye Shop, керований ESco Ltd